# Skullhead
Скълхед (на английски: Skullhead) е английска музикална група в стил хардкор пънк / ой!. Основана е през мрат 1984 г. в град Нюкасъл ъпон Тайн.

## История
Създаден в Консет (Англия) през март 1984 г., техният дебютен албум „White Warrior“ е издаден през 1987 г. (издаден от United Records, дъщерно дружество на Rock-O-Rama Records). В албума участие взимат: Кевин Търнър (вокал), Тим Уорд (китара), Спайн Браун (бас) и Ник Шоу (барабани). Skullhead се присъединява към „White Noise Club“ на Националния фронт, докато повечето други британски RAC групи го напускат, за да се присъединят към Кръв и чест, Skullhead остава в „White Noise Club“ до края му. Вторият албум на групата „Odin’s Law“ е издаден през 1991 г. от United Records. В него участват: Търнър (вокал), Крейг Бонд (китара), Пийт (китара), Спайн Браун (бас) и Рейш Картър (барабани). Картър преди това участва в пънк групата Red London. Албумът е продуциран от Мартин Крос, който по-късно е осъден на доживотен затвор за убийство. Последната изява на групата на живо е в Бранденбург, Германия през 1992 г.
Търнър прекарва 1989 г. като затворник в затвора Аклингтън и получава присъда в затвора през 1991 г. за тежка телесна повреда след нападение на мъж в Консет. Бонд попада в затвора през декември 1993 г. за расистка атака срещу група студенти в Съндърланд, за което той се признава за виновен. Бонд, който вече излежава деветмесечна присъда за нападение срещу антифашист, получи още три години. Skullhead се разделя през 1993 г., след разделянето с Търнър.
През 2001 г. Търнър възстановява Skullhead, заедно с Фрейзър Робинсън (китара), Ръс (бас) и Стайкс (барабани). Преди това Робинсън свири в североизточната RAC група Warhammer. Те правят турне в Германия, Словакия и Швейцария, и записват албумът „Returned to Thunder“, който е издаден на следващата година.

## Състав
Състав на групата:
- Кевин Търнър (MC Techno T) – вокал
- Мики Джонсън (1984-86) – китара
- Пол Хърд (1984-85) – бас
- Кев „Туиди“ (1984-86) – барабани
- Джорди „Спайн“ Браун (1985) – бас
- Тим Уорд (1986-?) – китара
- Ник Шоу (1986) – барабани
- Стив Фодъргил – барабани
- Рейш Картър – барабани
- Питър Хейни – китара
- Ръс – бас
- Фрейзър Робинсън – китара
- Стайкс – барабани

## Дискография
- White Warrior LP (United Records, 1987)
- White Noise - We Want the Airwaves 12" EP with PALAZARD (A-side "Look ahead" by Skullhead; B-side "Red Light Runaway" by Palazard) (White Noise Records, 1988)
- Blame the Bosses / Celtic Warrior; Unemployed Voice 7" EP with VIOLENT STORM (Third Way, 1989)
- Odins Law LP (United Records, 1989)
- Rose of England / Townmoor festival 7" single (Street Rock 'N' Roll [sub-label of Rock-O-Rama Records], 1989)
- Blame the Bosses / Look Ahead 7" single (Street Rock 'N' Roll, 1990)
- Cry of Pain LP (United Records, 1991)
- Victory Or Valhalla Mini-LP (Rebelles Europeéns, 1992)
- Ragnarok (Victory Or Valhalla) full-length CD including R.E. LP + demos (ISD [Ian Stuart Donaldson Records], 1994)
- Return To Thunder CD (Backstreet Noise Music, 2002)
- Victory Or Valhalla CD (2002)
- Return To Thunder LP (PC-Records, 2003)

### Компилации
- No Surrender vol. 4 (songs:  Yuletide, Memories) LP (Rock-o-Rama, 1990)
- Gods of War vol. 4 songs: No more brothers war, Skinhead rock band) LP (White Power Records, 1991)
- Blood & Honour vol. 1 (songs: Push on, Hang the I.R.A.) CD (ISD, 1994)
- White Resistance vol. 2 (songs: Rock'n'Roll resistance, Fighting for victory) bootleg CD (C 18, 1997)